# Suède aux Jeux olympiques d'hiver de 2022
La Suède participe aux Jeux olympiques d'hiver de 2022 à Pékin en Chine du 4 au 20 février 2022. Il s'agit de sa vingt-quatrième participation à des Jeux d'hiver, durant laquelle la délégation suédoise réalise alors son meilleur résultat à ce jour, en remportant 18 médailles.

## Participation
Aux Jeux olympiques d'hiver de 2022, les athlètes de l'équipe de Suède participent aux épreuves suivantes, : 
| Sport               | Hommes | Femmes | Total |
| ------------------- | ------ | ------ | ----- |
| Biathlon            | 5      | 6      | 11    |
| Curling             | 5      | 6      | 11    |
| Hockey sur glace    | 25     | 23     | 48    |
| Luge                | 1      | 1      | 2     |
| Saut à ski          | 0      | 1      | 1     |
| Ski acrobatique     | 12     | 2      | 14    |
| Ski alpin           | 2      | 6      | 8     |
| Ski de fond         | 8      | 8      | 16    |
| Snowboard           | 2      | 0      | 2     |
| Patinage artistique | 1      | 1      | 2     |
| Patinage de vitesse | 1      | 0      | 1     |
| Total               | 62     | 54     | 116   |

## Médaillés
| Sport               | Discipline         | Athlète(s)                                                                    | Performance                  | Date       |
| ------------------- | ------------------ | ----------------------------------------------------------------------------- | ---------------------------- | ---------- |
| Biathlon            | Relais femmes      | Linn Persson Mona Brorsson Hanna Öberg Elvira Öberg                           | 1 h 11 min 3 s 9             | 16 février |
| Curling             | Tournoi masculin   | Niklas Edin Oskar Eriksson Rasmus Wranå Christoffer Sundgren Daniel Magnusson | Grande-Bretagne Victoire 5-4 | 19 février |
| Patinage de vitesse | 5 000 m hommes     | Nils van der Poel,                                                            | 6 min 8 s 84                 | 6 février  |
| Patinage de vitesse | 10 000 m hommes    | Nils van der Poel,                                                            | 12 min 30 s 74               | 11 février |
| Ski acrobatique     | Bosses hommes      | Walter Wallberg                                                               | 23 s 70 / 83,23 points       | 7 février  |
| Ski acrobatique     | Skicross femmes    | Sandra Näslund                                                                | 1re place                    | 17 février |
| Ski alpin           | Slalom géant dames | Sara Hector                                                                   | 1 min 55 s 69                | 7 février  |
| Ski de fond         | Sprint femmes      | Jonna Sundling                                                                | 3 min 9 s 68                 | 8 février  |

| Sport       | Discipline                | Athlète(s)                    | Performance    | Date       |
| ----------- | ------------------------- | ----------------------------- | -------------- | ---------- |
| Biathlon    | Sprint femmes             | Elvira Öberg,                 | 21 min 15 s 2  | 11 février |
| Biathlon    | Poursuite femmes          | Elvira Öberg,                 | 36 min 23 s 4  | 13 février |
| Biathlon    | Départ groupé hommes      | Martin Ponsiluoma             | 38 min 54 s 7  | 18 février |
| Ski de fond | Sprint femmes             | Maja Dahlqvist                | 3 min 12 s 56  | 8 février  |
| Ski de fond | Sprint par équipes femmes | Maja Dahlqvist Jonna Sundling | 22 min 10 s 02 | 16 février |

| Sport           | Discipline        | Athlète(s)                                                                   | Performance                  | Date       |
| --------------- | ----------------- | ---------------------------------------------------------------------------- | ---------------------------- | ---------- |
| Curling         | Double mixte      | Oskar Eriksson Almida de Val                                                 | Grande-Bretagne Victoire 9-3 | 8 février  |
| Curling         | Tournoi féminin   | Anna Hasselborg Sara McManus Agnes Knochenhauer Sofia Mabergs Johanna Heldin | Suisse Victoire 9-7          | 19 février |
| Ski acrobatique | Big air hommes    | Henrik Harlaut                                                               | 181,00 points                | 9 février  |
| Ski acrobatique | Slopestyle hommes | Jesper Tjäder                                                                | 85,35 points                 | 16 février |
| Ski de fond     | Relais femmes     | Maja Dahlqvist Ebba Andersson Frida Karlsson Jonna Sundling                  | 54 min 1 s 7                 | 12 février |

## Bilan
| Sport               |   |   |   | Total |
| ------------------- | - | - | - | ----- |
| Ski acrobatique     | 2 | 0 | 2 | 4     |
| Patinage de vitesse | 2 | 0 | 0 | 2     |
| Biathlon            | 1 | 3 | 0 | 4     |
| Ski de fond         | 1 | 2 | 1 | 4     |
| Curling             | 1 | 0 | 2 | 3     |
| Ski alpin           | 1 | 0 | 0 | 1     |
| Total               | 8 | 5 | 5 | 18    |

| Jour       |   |   |   | Total |
| ---------- | - | - | - | ----- |
| 5 février  | 1 | 0 | 0 | 1     |
| 6 février  | 1 | 0 | 0 | 1     |
| 7 février  | 1 | 0 | 0 | 1     |
| 8 février  | 1 | 1 | 1 | 3     |
| 9 février  | 0 | 0 | 1 | 1     |
| 11 février | 1 | 1 | 0 | 2     |
| 12 février | 0 | 0 | 1 | 1     |
| 13 février | 0 | 1 | 0 | 1     |
| 16 février | 1 | 1 | 1 | 3     |
| 17 février | 1 | 0 | 0 | 1     |
| 18 février | 0 | 1 | 0 | 1     |
| 19 février | 1 | 0 | 1 | 2     |
| Total      | 8 | 5 | 5 | 18    |

| Sexe   |   |   |   | Total |
| ------ | - | - | - | ----- |
| Femmes | 4 | 4 | 2 | 10    |
| Hommes | 4 | 1 | 2 | 7     |
| Mixte  | 0 | 0 | 1 | 1     |
| Total  | 8 | 5 | 5 | 18    |

| Athlète           | Sport               |   |   |   | Total |
| ----------------- | ------------------- | - | - | - | ----- |
| Nils van der Poel | Patinage de vitesse | 2 | 0 | 0 | 2     |
| Elvira Öberg      | Biathlon            | 1 | 2 | 0 | 3     |
| Jonna Sundling    | Ski de fond         | 1 | 1 | 1 | 3     |
| Oskar Eriksson    | Curling             | 1 | 0 | 1 | 2     |
| Maja Dahlqvist    | Ski de fond         | 0 | 2 | 1 | 3     |

## Résultats

### Biathlon
| Peppe Femling        | 53 min 43 s 6 | 2 (1+0+0+1) | 40e | 26 min 58 s 5 | 3 (2+1) | 64e | -             | -           | -   | -             | -           | -                                  |
| Jesper Nelin         | 55 min 49 s 7 | 5 (0+2+0+3) | 64e | 26 min 43 s 6 | 4 (3+1) | 55e | 44 min 2 s 3  | 4 (1+0+1+2) | 31e | -             | -           | -                                  |
| Martin Ponsiluoma    | 51 min 16 s 8 | 3 (2+0+0+1) | 12e | 24 min 54 s 1 | 2 (0+2) | 6e  | 42 min 27 s   | 9 (2+3+4+0) | 11e | 38 min 54 s 7 | 2 (1+0+0+1) | Médaille d'argent, Jeux olympiques |
| Sebastian Samuelsson | 52 min 51 s 7 | 3 (1+1+1+0) | 30e | 24 min 52 s 4 | 1 (1+0) | 5e  | 42 min 10 s 2 | 5 (1+2+2+0) | 8e  | 41 min 1 s    | 4 (0+0+1+3) | 11e                                |

| Mona Brorsson  | 45 min 43 s 1 | Individual  | 12e | -             | -           | -   | -             | -           | -   | 43 min 37 s 4 | 6 (2+1+2+1  | 21e |
| Anna Magnusson | -             | -           | -   | 21 min 50 s 2 | 0 (0+0)     | 7e  | 40 min 59 s 9 | 6 (1+3+0+2) | 46e | -             | -           | -   |
| Linn Persson   | 46 min 22 s 3 | 2 (0+0+1+1) | 15e | 21 min 50 s 2 | 1 (0+1)     | 12e | 36 min 54 s 1 | 2 (0+0+1+1) | 5e  | 43 min 46 s 6 | 8 (0+2+3+3) | 24e |
| Elvira Öberg   | 45 min 55 s 2 | 3 (0+1+2+0) | 13e | 38 min 54 s 7 | 2 (1+0+0+1) |     | 36 min 23 s 4 | 3 (0+1+2+0) |     | 41 min 55 s 7 | 4 (1+0+0+3) | 9e  |
| Hanna Öberg    | 46 min 35 s 8 | 3 (0+2+0+1) | 16e | 22 min 19 s 1 | 3 (1+2)     | 19e | 38 min 11 s 3 | 6 (1+0+3+2) | 18e | 44 min 3 s 2  | 7 (0+3+1+3) | 25e |

| Athlètes                                                          | Épreuve | Temps             | Pénalité | Rang                           |
| ----------------------------------------------------------------- | ------- | ----------------- | -------- | ------------------------------ |
| Peppe Femling Jesper Nelin Martin Ponsiluoma Sebastian Samuelsson | Hommes  | 1 h 21 min 39 s 6 | 1+13     | 5e                             |
| Linn Persson Mona Brorsson Hanna Öberg Elvira Öberg               | Femmes  | 1 h 11 min 3 s 9  | 0+6      | Médaille d'or, Jeux olympiques |
| Hanna Öberg Elvira Öberg Martin Ponsiluoma Sebastian Samuelsson   | Mixte   | 1 h 7 min 26 s 6  | 0+13     | 4e                             |

### Curling
| Équipe                                                                        | Épreuve          | Premier tour                | Premier tour                | Premier tour        | Premier tour           | Premier tour             | Premier tour        | Premier tour          | Premier tour                | Premier tour              | Premier tour | Demi-finale                   | Finale / MB                  | Finale / MB                         |
| Équipe                                                                        | Épreuve          | Adversaire Score            | Adversaire Score            | Adversaire Score    | Adversaire Score       | Adversaire Score         | Adversaire Score    | Adversaire Score      | Adversaire Score            | Adversaire Score          | Rang         | Adversaire Score              | Adversaire Score             | Rang                                |
| ----------------------------------------------------------------------------- | ---------------- | --------------------------- | --------------------------- | ------------------- | ---------------------- | ------------------------ | ------------------- | --------------------- | --------------------------- | ------------------------- | ------------ | ----------------------------- | ---------------------------- | ----------------------------------- |
| Niklas Edin Oskar Eriksson Rasmus Wranå Christoffer Sundgren Daniel Magnusson | Tournoi masculin | Chine Victoire 6-4          | États-Unis Victoire 7-4     | Italie Victoire 9-3 | Canada Victoire 7-4    | Norvège Victoire 6-4     | ROC Victoire 7-5    | Danemark Victoire 8-3 | Grande-Bretagne Défaite 6-7 | Suisse Défaite 8-10       | 2e           | Canada Victoire 5-3           | Grande-Bretagne Victoire 5-4 | Médaille d'or, Jeux olympiques      |
| Anna Hasselborg Sara McManus Agnes Knochenhauer Sofia Mabergs Johanna Heldin  | Tournoi féminin  | Japon Victoire 8-5          | Grande-Bretagne Défaite 2-8 | Canada Victoire 7-6 | Chine Défaite 6-9      | États-Unis Victoire 10-4 | Suisse Victoire 6-5 | Danemark Victoire 9-3 | ROC Victoire 8-5            | Corée du Sud Victoire 8-4 | 2e           | Grande-Bretagne Défaite 11-12 | Suisse Victoire 9-7          | Médaille de bronze, Jeux olympiques |
| Almida de Val Oskar Eriksson                                                  | Double mixte     | Grande-Bretagne Défaite 5-9 | Tchéquie Victoire 7-4       | Chine Victoire 7-6  | Australie Victoire 7-6 | États-Unis Défaite 7-8   | Suisse Victoire 6-1 | Canada Victoire 6-2   | Norvège Défaite 2-6         | Italie Défaite 8-12       | 4e           | Italie Défaite 1-8            | Grande-Bretagne Victoire 9-3 | Médaille de bronze, Jeux olympiques |

### Hockey sur glace
| Compétition      | Phase de groupe       | Phase de groupe        | Phase de groupe          | Phase de groupe       | Phase de groupe | Tour qualificatif | Quart de finale     | Demi-finale          | Finale / MB           | Finale / MB |
| Compétition      | Adversaire Score      | Adversaire Score       | Adversaire Score         | Adversaire Score      | Rang            | Adversaire Score  | Adversaire Score    | Adversaire Score     | Adversaire Score      | Rang        |
| ---------------- | --------------------- | ---------------------- | ------------------------ | --------------------- | --------------- | ----------------- | ------------------- | -------------------- | --------------------- | ----------- |
| Tournoi masculin | Lettonie Victoire 3-2 | Slovaquie Victoire 4-1 | Finlande Défaite 3-4 (P) | Non disputé           | 2e              | Exemptés          | Canada Victoire 2-0 | ROC Défaite 1-2 (TF) | Slovaquie Défaite 0-4 | 4e          |
| Tournoi féminin  | Japon Défaite 1-3     | Tchéquie Défaite 1-3   | Chine Victoire 2-1       | Danemark Victoire 3-1 | 3e              | Non disputé       | Canada Défaite 0-11 | Éliminées            | Éliminées             | 8e          |

### Luge
| Athlètes      | Épreuve          | Course 1 | Course 1 | Course 2 | Course 2 | Course 3 | Course 3 | Course 4      | Course 4 | Total          | Total |
| Athlètes      | Épreuve          | Temps    | Rang     | Temps    | Rang     | Temps    | Rang     | Temps         | Rang     | Temps          | Rang  |
| ------------- | ---------------- | -------- | -------- | -------- | -------- | -------- | -------- | ------------- | -------- | -------------- | ----- |
| Tove Kohala   | Monoplace femmes | 59 s 533 | 20e      | 59 s 776 | 21e      | 59 s 333 | 23e      | 1 min 2 s 431 | 20e      | 4 min 1 s 073  | 20e   |
| Svante Kohala | Monoplace hommes | 58 s 517 | 21e      | 58 s 779 | 20e      | 58 s 368 | 18e      | 58 s 333      | 19e      | 3 min 53 s 997 | 20e   |

### Patinage artistique
| Athlète           | Épreuve           | Programme court Danse originale | Programme court Danse originale | Programme libre Danse libre | Programme libre Danse libre | Total    | Total    |
| Athlète           | Épreuve           | Points                          | Rang                            | Points                      | Rang                        | Points   | Rang     |
| ----------------- | ----------------- | ------------------------------- | ------------------------------- | --------------------------- | --------------------------- | -------- | -------- |
| Nikolaj Majorov   | Individuel hommes | 78,54                           | 20e                             | 142,24                      | 21e                         | 220,78   | 21e      |
| Josefin Taljegård | Individuel femmes | 54,51                           | 26e                             | Éliminée                    | Éliminée                    | Éliminée | Éliminée |

### Patinage de vitesse
| Athlète           | Épreuve       | Course            | Course                         |
| Athlète           | Épreuve       | Temps             | Rang                           |
| ----------------- | ------------- | ----------------- | ------------------------------ |
| Nils van der Poel | 5 000 mètres  | 6 min 8 s 84 OR   | Médaille d'or, Jeux olympiques |
| Nils van der Poel | 10 000 mètres | 12 min 30 s 74 WR | Médaille d'or, Jeux olympiques |

### Saut à ski
| Athlète       | Épreuve | Qualification | Qualification | Qualification | Finale   | Finale | Finale | Total  | Total |
| Athlète       | Épreuve | Distance      | Points        | Rang          | Distance | Points | Rang   | Points | Rang  |
| ------------- | ------- | ------------- | ------------- | ------------- | -------- | ------ | ------ | ------ | ----- |
| Frida Westman | Femmes  | 87 m          | 80,9          | 21e           | 90 m     | 94,6   | 10e    | 175,5  | 16e   |

### Ski acrobatique
| Athlète          | Épreuve           | Qualification | Qualification | Qualification | Qualification | Qualification | Finale   | Finale   | Finale   | Finale   | Finale                              |
| Athlète          | Épreuve           | Course 1      | Course 2      | Course 3      | Meilleur      | Rang          | Course 1 | Course 2 | Course 3 | Meilleur | Rang                                |
| ---------------- | ----------------- | ------------- | ------------- | ------------- | ------------- | ------------- | -------- | -------- | -------- | -------- | ----------------------------------- |
| Hugo Burvall     | Big air hommes    | 47,25         | 55,25         | 46,00         | 101,25        | 24e           | Éliminé  | Éliminé  | Éliminé  | Éliminé  | Éliminé                             |
| Henrik Harlaut   | Big air hommes    | 93,00         | 83,50         | 42,00         | 176,50        | 4e            | 86,00    | 90,00    | 91,00    | 181,00   | Médaille de bronze, Jeux olympiques |
| Oliwer Magnusson | Big air hommes    | 88,00         | 89,25         | 84,00         | 177,25        | 3e            | 87,50    | 79,00    | 90,75    | 178,25   | 4e                                  |
| Jesper Tjäder    | Big air hommes    | 34,75         | 91,75         | 78,25         | 170,00        | 12e           | 77,25    | 78,25    | 92,00    | 170,25   | 7e                                  |
| Hugo Burvall     | Slopestyle hommes | 33,40         | 28,58         | -             | 33,40         | 28e           | Éliminé  | Éliminé  | Éliminé  | Éliminé  | Éliminé                             |
| Henrik Harlaut   | Slopestyle hommes | 37,70         | 48,16         | -             | 48,16         | 21e           | Éliminé  | Éliminé  | Éliminé  | Éliminé  | Éliminé                             |
| Oliwer Magnusson | Slopestyle hommes | 73,46         | 39,16         | -             | 73,46         | 12e           | 23,75    | 22,75    | 40,46    | 40,46    | 11e                                 |
| Jesper Tjäder    | Slopestyle hommes | 59,15         | 79,38         | -             | 79,38         | 4e            | 85,35    | 16,11    | 37,33    | 85,35    | Médaille de bronze, Jeux olympiques |

| Athlète           | Épreuve | Qualification | Qualification | Qualification | Qualification | Finale   | Finale   | Finale   | Finale   | Finale   | Finale                         |
| Athlète           | Épreuve | Course 1      | Course 1      | Course 2      | Course 2      | Finale 1 | Finale 1 | Finale 2 | Finale 2 | Finale 3 | Finale 3                       |
| Athlète           | Épreuve | Points        | Rang          | Points        | Rang          | Points   | Rang     | Points   | Rang     | Points   | Rang                           |
| ----------------- | ------- | ------------- | ------------- | ------------- | ------------- | -------- | -------- | -------- | -------- | -------- | ------------------------------ |
| Felix Elofsson    | Hommes  | 73,24         | 19e           | 78,87         | 1er           | 74,97    | 17e      | Éliminé  | Éliminé  | Éliminé  | Éliminé                        |
| Oskar Elofsson    | Hommes  | 69,26         | 26e           | 73,52         | 12e           | Éliminé  | Éliminé  | Éliminé  | Éliminé  | Éliminé  | Éliminé                        |
| Ludvig Fjällström | Hommes  | 76,20         | 7e            | -             | -             | 75,37    | 15e      | Éliminé  | Éliminé  | Éliminé  | Éliminé                        |
| Walter Wallberg   | Hommes  | 79,12         | 2e            | -             | -             | 78,05    | 4e       | 80,33    | 1er      | 83,23    | Médaille d'or, Jeux olympiques |

| Athlète          | Épreuve | Qualification | Qualification | Huitième de finale | Quart de finale | Demi-finale | Finale A Finale B | Classement final               |
| Athlète          | Épreuve | Temps         | Rang          | Rang               | Rang            | Rang        | Rang              | Classement final               |
| ---------------- | ------- | ------------- | ------------- | ------------------ | --------------- | ----------- | ----------------- | ------------------------------ |
| Viktor Andersson | Hommes  | 1 min 13 s 49 | 23e           | 4e                 | Éliminé         | Éliminé     | Éliminé           | 27e                            |
| Elliott Baralo   | Hommes  | 1 min 13 s 82 | 28e           | 4e                 | Éliminé         | Éliminé     | Éliminé           | 29e                            |
| David Mobärg     | Hommes  | 1 min 12 s 97 | 13e           | 3e                 | Éliminé         | Éliminé     | Éliminé           | 19e                            |
| Erik Mobärg      | Hommes  | 1 min 13 s 01 | 14e           | 1er                | 1er             | 1er         | 4e                | 4e                             |
| Alexandra Edebo  | Femmes  | 1 min 18 s 49 | 10e           | 2e                 | 4e              | Éliminée    | Éliminée          | 15e                            |
| Sandra Näslund   | Femmes  | 1 min 15 s 21 | 1re           | 1re                | 1re             | 1re         | 1re               | Médaille d'or, Jeux olympiques |

### Ski alpin
| Athlète             | Épreuve      | 1re manche   | 1re manche | 2e manche | 2e manche | Total   | Total   |
| Athlète             | Épreuve      | Temps        | Rang       | Temps     | Rang      | Temps   | Rang    |
| ------------------- | ------------ | ------------ | ---------- | --------- | --------- | ------- | ------- |
| Kristoffer Jakobsen | Slalom       | Abandon      | Abandon    | Éliminé   | Éliminé   | Éliminé | Éliminé |
| Mattias Rönngren    | Slalom géant | 1 min 1 s 48 | 13e        | Abandon   | Abandon   | Abandon | Abandon |

| Athlète                 | Épreuve      | 1re manche   | 1re manche | 2e manche | 2e manche | Finale        | Finale                         |
| Athlète                 | Épreuve      | Temps        | Rang       | Temps     | Rang      | Temps         | Rang                           |
| ----------------------- | ------------ | ------------ | ---------- | --------- | --------- | ------------- | ------------------------------ |
| Elsa Håkansson-Fermbäck | Slalom       | 55 s 26      | 28e        | 54 s 07   | 27e       | 1 min 49 s 33 | 28e                            |
| Anna Swenn-Larsson      | Slalom       | 53 s 44      | 11e        | 52 s 87   | 6e        | 1 min 46 s 31 | 9e                             |
| Charlotta Säfvenberg    | Slalom       | 55 s 25      | 27e        | 53 s 45   | 21e       | 1 min 48 s 70 | 24e                            |
| Sara Hector             | Slalom       | 52 s 29      | 3e         | Abandon   | Abandon   | Abandon       | Abandon                        |
| Sara Hector             | Slalom géant | 57 s 56      | 1re        | 58 s 13   | 8e        | 1 min 55 s 69 | Médaille d'or, Jeux olympiques |
| Hanna Aronsson Elfman   | Slalom géant | 1 min 0 s 19 | 22e        | Abandon   | Abandon   | Abandon       | Abandon                        |
| Hilma Lövblom           | Slalom géant | 1 min 1 s 18 | 27e        | Abandon   | Abandon   | Abandon       | Abandon                        |

| Athlètes                                                                 | Huitième de finale    | Quart de finale     | Demi-finale         | Finale / MB         | Finale / MB |
| Athlètes                                                                 | Adversaire Résultat   | Adversaire Résultat | Adversaire Résultat | Adversaire Résultat | Rang        |
| ------------------------------------------------------------------------ | --------------------- | ------------------- | ------------------- | ------------------- | ----------- |
| Hilma Lövblom Kristoffer Jakobsen Mattias Rönngren Hanna Aronsson Elfman | Allemagne Défaite 1-3 | Éliminés            | Éliminés            | Éliminés            | 13e         |

### Ski de fond
| Athlète                                                    | Épreuve                   | Classique     | Classique   | Libre         | Libre       | Total             | Total |
| Athlète                                                    | Épreuve                   | Temps         | Rang        | Temps         | Rang        | Temps             | Rang  |
| ---------------------------------------------------------- | ------------------------- | ------------- | ----------- | ------------- | ----------- | ----------------- | ----- |
| Jens Burman                                                | Skiathlon (15 km + 15 km) | 41 min 20 s   | 23e         | 39 min 50 s 4 | 25e         | 1 h 21 min 43 s 3 | 24e   |
| Calle Halfvarsson                                          | Skiathlon (15 km + 15 km) | 41 min 18 s 8 | 21e         | 41 min 3 s    | 34e         | 1 h 22 min 56 s 3 | 30e   |
| Leo Johansson                                              | Skiathlon (15 km + 15 km) | 43 min 21 s 9 | 46e         | 41 min 3 s    | 34e         | 1 h 24 min 59 s 6 | 37e   |
| William Poromaa                                            | Skiathlon (15 km + 15 km) | 40 min 13 s 9 | 8e          | 38 min 18 s 3 | 3e          | 1 h 19 min 3 s 7  | 6e    |
| Jens Burman                                                | 15 km classique           | Non disputé   | Non disputé | Non disputé   | Non disputé | 39 min 26 s 8     | 8e    |
| Calle Halfvarsson                                          | 15 km classique           | Non disputé   | Non disputé | Non disputé   | Non disputé | 40 min 46 s 8     | 26e   |
| Johan Häggström                                            | 15 km classique           | Non disputé   | Non disputé | Non disputé   | Non disputé | 40 min 30 s 9     | 21e   |
| William Poromaa                                            | 15 km classique           | Non disputé   | Non disputé | Non disputé   | Non disputé | 39 min 42 s 5     | 10e   |
| Jens Burman                                                | 50 km libre 30 km libre   | Non disputé   | Non disputé | Non disputé   | Non disputé | 1 h 14 min 22 s 3 | 16e   |
| Calle Halfvarsson                                          | 50 km libre 30 km libre   | Non disputé   | Non disputé | Non disputé   | Non disputé | 1 h 16 min 47 s 6 | 38e   |
| Leo Johansson                                              | 50 km libre 30 km libre   | Non disputé   | Non disputé | Non disputé   | Non disputé | 1 h 17 min 16 s 5 | 39e   |
| William Poromaa                                            | 50 km libre 30 km libre   | Non disputé   | Non disputé | Non disputé   | Non disputé | 1 h 12 min 29 s 1 | 9e    |
| Oskar Svensson William Poromaa Jens Burman Johan Häggström | Relais 4 × 10 km          | Non disputé   | Non disputé | Non disputé   | Non disputé | 1 h 57 min 0 s 4  | 4e    |

| Athlète                                                     | Épreuve                     | Classique     | Classique   | Libre         | Libre       | Total             | Total                               |
| Athlète                                                     | Épreuve                     | Temps         | Rang        | Temps         | Rang        | Temps             | Rang                                |
| ----------------------------------------------------------- | --------------------------- | ------------- | ----------- | ------------- | ----------- | ----------------- | ----------------------------------- |
| Ebba Andersson                                              | Skiathlon (7,5 km + 7,5 km) | 22 min 40 s 5 | 6e          | 22 min 24 s 3 | 11e         | 45 min 41 s 3     | 10e                                 |
| Charlotte Kalla                                             | Skiathlon (7,5 km + 7,5 km) | 24 min 21 s 9 | 23e         | 22 min 52 s 7 | 17e         | 47 min 53 s 8     | 19e                                 |
| Frida Karlsson                                              | Skiathlon (7,5 km + 7,5 km) | 22 min 32 s 4 | 3e          | 21 min 47 s 2 | 8e          | 44 min 56 s 2     | 5e                                  |
| Moa Olsson                                                  | Skiathlon (7,5 km + 7,5 km) | 25 min 5 s    | 39e         | 24 min 31 s 2 | 49e         | 50 min 12 s 8     | 45e                                 |
| Ebba Andersson                                              | 10 km classique             | Non disputé   | Non disputé | Non disputé   | Non disputé | 28 min 57 s 2     | 6e                                  |
| Charlotte Kalla                                             | 10 km classique             | Non disputé   | Non disputé | Non disputé   | Non disputé | 30 min 7 s 6      | 20e                                 |
| Frida Karlsson                                              | 10 km classique             | Non disputé   | Non disputé | Non disputé   | Non disputé | 29 min 28 s       | 12e                                 |
| Emma Ribom                                                  | 10 km classique             | Non disputé   | Non disputé | Non disputé   | Non disputé | 30 min 5 s 8      | 19e                                 |
| Ebba Andersson                                              | 30 km libre                 | Non disputé   | Non disputé | Non disputé   | Non disputé | 1 h 27 min 35 s 5 | 8e                                  |
| Charlotte Kalla                                             | 30 km libre                 | Non disputé   | Non disputé | Non disputé   | Non disputé | 1 h 34 min 45 s 4 | 35e                                 |
| Emma Ribom                                                  | 30 km libre                 | Non disputé   | Non disputé | Non disputé   | Non disputé | 1 h 32 min 27 s 8 | 29e                                 |
| Jonna Sundling                                              | 30 km libre                 | Non disputé   | Non disputé | Non disputé   | Non disputé | 1 h 27 min 29 s 4 | 4e                                  |
| Maja Dahlqvist Ebba Andersson Frida Karlsson Jonna Sundling | Relais 4 × 5 km             | Non disputé   | Non disputé | Non disputé   | Non disputé | 54 min 1 s 7      | Médaille de bronze, Jeux olympiques |

| Athlète                        | Épreuve            | Qualification | Qualification | Quart de finale | Quart de finale | Demi-finale   | Demi-finale | Finale         | Finale                             |
| Athlète                        | Épreuve            | Temps         | Rang          | Temps           | Rang            | Temps         | Rang        | Temps          | Rang                               |
| ------------------------------ | ------------------ | ------------- | ------------- | --------------- | --------------- | ------------- | ----------- | -------------- | ---------------------------------- |
| Marcus Grate                   | Individuel hommes  | 2 min 52 s 14 | 18e           | 2 min 53 s 71   | 3e              | Éliminé       | Éliminé     | Éliminé        | 16e                                |
| Johan Häggström                | Individuel hommes  | 2 min 50 s 61 | 8e            | 2 min 58 s 01   | 3e              | Éliminé       | Éliminé     | Éliminé        | 13e                                |
| Anton Persson                  | Individuel hommes  | 2 min 53 s 71 | 27e           | 2 min 53 s 35   | 5e              | Éliminé       | Éliminé     | Éliminé        | 24e                                |
| Oskar Svensson                 | Individuel hommes  | 2 min 52 s 07 | 17e           | 2 min 52 s 26   | 3e              | 2 min 51 s 22 | 3e          | 3 min 4 s 23   | 6e                                 |
| William Poromaa Oskar Svensson | Par équipes hommes | Non disputé   | Non disputé   | Non disputé     | Non disputé     | 20 min 7 s 57 | 2e          | 19 min 38 s 05 | 4e                                 |
| Maja Dahlqvist                 | Individuel femmes  | 3 min 18 s 05 | 6e            | 3 min 21 s 03   | 1re             | 3 min 12 s 94 | 3e          | 3 min 12 s 56  | Médaille d'argent, Jeux olympiques |
| Anna Dyvik                     | Individuel femmes  | 3 min 19 s 15 | 9e            | 3 min 19 s      | 4e              | Éliminée      | Éliminée    | Éliminée       | 17e                                |
| Emma Ribom                     | Individuel femmes  | 3 min 19 s 99 | 11e           | 3 min 18 s 44   | 2e              | 3 min 15 s 22 | 1re         | 3 min 20 s 79  | 6e                                 |
| Jonna Sundling                 | Individuel femmes  | 3 min 9 s 03  | 1re           | 3 min 15 s 48   | 1re             | 3 min 11 s 94 | 1re         | 3 min 9 s 68   | Médaille d'or, Jeux olympiques     |
| Maja Dahlqvist Jonna Sundling  | Par équipes femmes | Non disputé   | Non disputé   | Non disputé     | Non disputé     | 23 min 1 s 40 | 3e          | 22 min 10 s 02 | Médaille d'argent, Jeux olympiques |

### Snowboard
| Athlète         | Épreuve           | Qualification | Qualification | Qualification | Qualification | Qualification | Finale   | Finale   | Finale   | Finale   | Finale  |
| Athlète         | Épreuve           | Course 1      | Course 2      | Course 3      | Meilleur      | Rang          | Course 1 | Course 2 | Course 3 | Meilleur | Rang    |
| --------------- | ----------------- | ------------- | ------------- | ------------- | ------------- | ------------- | -------- | -------- | -------- | -------- | ------- |
| Niklas Mattsson | Big air hommes    | 18,50         | 80,75         | 21,75         | 102,50        | 20e           | Éliminé  | Éliminé  | Éliminé  | Éliminé  | Éliminé |
| Sven Thorgren   | Big air hommes    | 80,75         | 70,25         | 33,75         | 151,00        | 7e            | 25,25    | 67,00    | 21,50    | 88,50    | 11e     |
| Niklas Mattsson | Slopestyle hommes | 24,18         | 20,55         | -             | 24,18         | 30e           | Éliminé  | Éliminé  | Éliminé  | Éliminé  | Éliminé |
| Sven Thorgren   | Slopestyle hommes | 40,73         | 34,71         | -             | 40,73         | 24e           | Éliminé  | Éliminé  | Éliminé  | Éliminé  | Éliminé |